# ضريح واقف
ضريح واقف - (بالأذرية: Vaqif türbəsi) هو ضريح بُنِيَ على قبر الشاعر المعروف ورجل دولة بارز الأذربيجاني، وزير خانية قراباغ في القرن الثامن عشر مولا بناح واقف في 1982 في شوشا.

## تاريخ الضريح
نصب تذكاري أثري يقع في شوشا المنطقة قاراباغ. بدأ إنشائه الضريح في 1970، وانتهى في 1982.
تم بناء الضريح من قبل المهندسين المعماريين، عضو بأكاديمية العلوم الوطنية الأذربيجانية عبد الوهاب سلام زاده وكانوكوف. تم الانتهاء من بنائه في عام 1982 وشارك رائيس الحزب الشيوعي الأذربيجاني في ذلك الوقت حيدر علييف في افتتاح الضريح. حتى تم هدمه اعتبر ضريح واقف رمزا للمدينة شوشا بالقرب من مكان جيدر دوزو، ألذي فيها قتل الشاعر المعروف.
خلال احتلال المدينة من قبل القوات المسلحة الأرمنية في عام 1992، تدمرت الضريح، وهي الآن في حالة كارثية.
الضريح شكله رباعي الزوايا ومزخرف بالرخام المنحوت. يبلغ ارتفاعه ضريح واقيف 18 متر.